# Бліндер Наум Самойлович
Наум Самойлович Бліндер (англ. Naoum Blinder; 1889, Євпаторія — 1965, Сан-Франциско) — одесько-американський скрипаль-віртуоз та музичний педагог єврейського походження.

## Життєпис

### Ранні роки

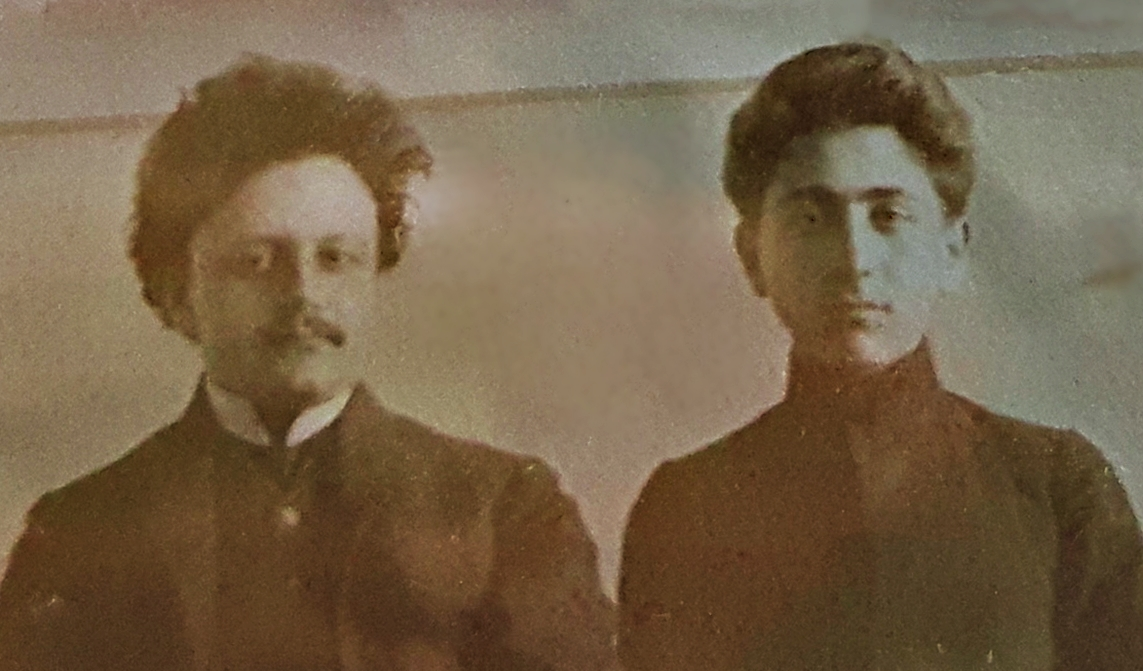
Наум Бліндер (праворуч), студент Одеського музичного училища ІРМО, зі своїм учителем Олександром Петровичем Фідельманом. Квітень 1906 року. Фото із сімейного архіву Олександра Шайхета

Навчався в Одесі у Петра Столярського та Олександра Фідельмана, де його почув Адольф Давилович Бродський, який запросив Бліндера навчатися далі під його керівництвом у Королівському Манчестерському коледжі музики. Після занять у Манчестері в 1910—1913 роках, Н. Бліндер повернувся в Одесу, щоб в 1913—1920 роках викладати в Імператорській консерваторії Одеси, а в 1920—1927 роках у Московській консерваторії.

### Кар'єра скрипаля
У 1921 році Бліндер вирушив у концертне турне: виступав в Україні, Туркменістані, Ленінграді, Москві та ін. У 1926 році він знову вирушив на гастролі, цього разу виступаючи в Туреччині, Підмандатній Палестині та Сибіру.
У 1928 році Бліндер відіграв сім концертів у Токіо і ще двадцять три концерти в інших містах Японії. Після цього туру він емігрував у США й почав записуватися на лейблі Columbia Records у Нью-Йорку. З 1929 по 1931 рік Бліндер з дружиною і дочкою залишалися в Нью-Йорку, поки він викладав у Джульярдській школі. Приблизно в цей час від туберкульозу померла донька-підліток Бліндера.
На запрошення Ісая Добровейна перебрався до Сан-Франциско, де у 1932—1957 роках був концертмейстером Сан-Франциського симфонічного оркестру. Він залишався в оркестрі доти, доки проблеми із зором не змусили його піти на пенсію в 1957 році. У 1930—1950-ті роки очолював струнний квартет Сан-Франциско, був його співзасновником. Серед партнерів Бліндера були альтист Ференц Мольнар (музика), віолончелісти Віллем Дехе, Майкл Пенья (віолончеліст) та брат Борис.

### Викладання
Бліндер також був відомим учителем гри на скрипці. У Сан-Франциско завідував кафедрою скрипки у Сан-Франциській консерваторії. Його найвидатнішим учнем був один з найбільш визнаних критиками скрипалів XX століття Айзек Стерн. Свого часу серед його учнів було 17 учасників симфонічного оркестру Сан-Франциско, а також ціла перша скрипкова секція Оклендського симфонічного оркестру. Інші студенти Бліндера зробили видатну кар'єру, серед них Девід Абель, Остін Реллер та Глен Діктероу, який був концертмейстером Нью-Йоркської філармонії.
Бліндер помер у Сан-Франциско 21 листопада 1965 року від серцевої недостатності у віці 76 років.

## Родина
Брат — Борис Самойлович Бліндер (1898—1987), віолончеліст, учень Жака ван Ліра і Жозефа Салмона, перебрався в Сан-Франциско слідом за братом і був концертмейстером віолончелей Сан-Франциського симфонічного оркестру в 1938—1966 роках.

## Скрипки
- Джованні Баттіста Гваданьїні, скрипка 1753c, ex-Rauer 1933
- Джованні Баттіста Гваданьїні, скрипка 1774 ex-Blinder
- Жан Батист Війом, скрипка 1845-50 ex-Blinder